# Tamiops minshanica
Tamiops minshanica — вид мишоподібних гризунів родини вивіркових (Sciuridae). Описаний у 2022 році.

## Поширення
Ендемік Китаю. Відомий лише у типовому місцезнаходженні — Національний природний заповідник Волун у провінції Сичуань у центрі країни.